# Gustavo Guillén
Gustavo Guillén, all'anagrafe Gustavo Héctor Dasso (Buenos Aires, 30 giugno 1962 – La Plata, 28 maggio 2020) è stato un attore argentino.

## Biografia
Lavorò nelle telenovelas del suo paese, tra cui Perla nera, dopo aver suonato la batteria in una formazione musicale.
Morì nel maggio del 2020, a 57 anni, durante un intervento chirurgico resosi necessario per contrastare un cancro alla prostata.

## Filmografia

### Televisione
- La cuñada – serial TV, 79 episodi (1987)
- Ella contra mí – serial TV, 10 episodi (1988)
- Amándote II – serial TV, 150 episodi (1990)
- Los Libonatti – serial TV, 19 episodi (1991)
- Cita en Buenos Aires, regia di Mario Bellocchio e Martín Clutet, – miniserie TV, 9 puntate (1991)
- Manuela – serial TV, 228 episodi (1991)
- Micaela – serial TV, 69 episodi (1992)
- Perla nera (Perla negra) – serial TV, 58 episodi (1994)
- Dulce Ana – serial TV, 3 episodi (1995)
- Ha-Mosad – serial TV, 39 episodi (1996)
- Los ángeles no lloran – serial TV, 140 episodi (1996)
- Ricos y famosos – serial TV, 3 episodi (1997)
- Mía sólo mía – serial TV, 3 episodi (1997)
- Muñeca brava – serial TV, 20 episodi (1999)
- Chiquititas – serial TV, 2 episodi (1999-2000)
- Luna salvaje – serial TV, 3 episodi (2000)
- Amor latino – serial TV, 99 episodi (2000)
- 1000 millones – serial TV, 48 episodi (2002)
- 099 central – serial TV, 8 episodi (2002)
- Abre tus ojos – serial TV, 120 episodi (2003)
- La niñera – serial TV, 81 episodi (2004)
- Flor - Speciale come te (Floricienta) – serial TV, 138 episodi (2004-2005)
- Sálvame María – serial TV, 88 episodi (2005)
- Casados con Hijos – serial TV, 1 episodio (2006)
- Collar de esmeraldas – serial TV, 58 episodi (2006)
- Tiempo de pensar – serial TV, 1 episodio (2011)
- El Pueblo del Pomelo Rosado – serial TV, 13 episodi (2012)
- Solamente vos – serial TV, 15 episodi (2013)
- Una famiglia quasi perfetta (Somos familia) – serial TV, 9 episodi (2014)
- Un día cualquiera – serial TV, 1 episodio (2016)
- Un gallo para Esculapio – serial TV, 1 episodio (2018)

## Teatro
- Floricienta (2005)
- Asesiname dulcemente (2008)